# Wannebach (Lenne)
Der Wannebach ist ein gut sechs Kilometer langes Fließgewässer auf dem Gebiet der kreisfreien Stadt Hagen in Nordrhein-Westfalen und er ist ein östlicher und rechter Zufluss der Lenne.

## Geographie

### Verlauf
Der Wannebach entspringt in der Schälker Heide auf dem Gebiet des Iserlohner Stadtteils Letmathe auf einer Höhe von etwa 238 m ü. NHN.
Er fließt anschließend durch die Naturschutzgebiete Oberes Wannebachtal und Unteres Wannebachtal und mündet schließlich von Osten kommend an der Lenneaue Berchum auf einer Höhe von ungefähr 106 m ü. NHN von rechts in die Lenne.
Der etwa 6,2 km lange Lauf des Wannebachs endet ungefähr 132 Höhenmeter unterhalb seiner Quelle, er hat somit ein mittleres Sohlgefälle von circa 21 ‰.

### Einzugsgebiet
Das 8,775  km² große Einzugsgebiet des Wannebachs liegt im Niedersauerland und wird durch ihn über die Lenne, die Ruhr und den Rhein zur Nordsee entwässert.
Es grenzt
- im Nordosten an das Einzugsgebiet des Lollenbachs, der über den Elsebach in die Ruhr entwässert;
- im Südosten an das des Flehmer Bachs, der in die Lenne mündet;
- im Süden an das des Lennezuflusses Hasselbach;
- im Nordwesten an das des Alten Ruhrgrabens und
- im Norden an das des Wannebachs, der ebenfalls in die Ruhr mündet.

### Zuflüsse
- Hülsbach (links), 0,4 km[4]
- Elsebach links), 1,7 km
- Golfbach (links), 0,8 km[4]
- Ostenbach (rechts), 0,3 km[4]
- Rehbergs Bach (links), 0,9 km[4]
- Hunkebach (links), 2,7 km